# 김봉선
김봉선(金鳳善, 1924년 9월 29일~1994년)은 대한민국의 바둑 기사이다.
20대에 뒤늦게 바둑에 입문했다. 1950년 6월 20일, 조남철 등과 함께 대한기원이 최초로 개최한 단위결정시합에 참가하여 프로 바둑 초단으로 인정받았다. 1955년 타이완에서 열린 한중바둑교류전에 출전하여 우승을 차지했고 1957년 세계일보 주최 제1기 국수순위전에서 조남철을 꺾고 우승했다. 그 후 1960년대 한국 바둑계의 1인자였던 조남철의 뒤를 이어 활약했다. 1970년 제4대 한국기원 프로기사회장을 지냈다. 1985년 6단으로 승단했고 1994년 사망했다.